# 克里斯蒂娜女王
克里斯蒂娜女王（瑞典語：Drottning Kristina，1626年12月18日—1689年4月19日），是1632至1654年間的瑞典女王。克里斯蒂娜是國王古斯塔夫二世·阿道夫與王后勃兰登堡的玛丽亚·埃莱奥诺拉所生唯一存活的合法繼承人。在國王於三十年戰爭呂岑會戰中陣亡後，當時6歲的克里斯蒂娜便以假定繼承人的身份繼承了王位，到18歲的年紀時她開始實際的統治。
克里斯蒂娜最為人所知者，就是她被認為是1600年代最博學多聞的女性。她喜愛書籍、手稿、繪畫、以及雕塑。由於其對宗教、哲學、數學、與鍊金術的興趣使然，她吸引了想要讓斯德哥爾摩成為「北方雅典」的許多科學家。她才思敏捷而喜怒無常；她不願臣服於自己的女性角色。當她做出了不婚的決定時，引起了軒然大波。而在1654年退位後，她改信天主教會，並且將自己的名字從「克里斯蒂娜·奥古斯塔·瓦薩」（Kristina Augusta Wasa）改為「克里斯蒂娜·亚历珊德拉」（Christina Alexandra）。
在28歲時，這位「北方的智慧女神」搬到了羅馬。當時的教宗描述克里斯蒂娜是一位「沒有領土的女王、沒有信仰的基督徒、以及不知羞恥的女人」。儘管如此，她仍然成為了一位神學與音樂領域的領導人物，並且支持了許多巴洛克藝術家、作曲家、與音樂家。
她是一共五代教宗所招待的貴客也是反宗教改革派的重要人物，她是少數幾位死後葬於聖伯多祿大殿的女性。她超乎常人的生活方式、陽剛的打扮與行為，在許多的小說、戲劇、或電影中被傳頌。在克里斯蒂娜的所有傳記中，關於她的性別與文化認同，都是很重要的內容。

## 早年
1626年12月18日，克里斯蒂娜生於斯德哥爾摩。她出生之前，古斯塔夫二世·阿道夫國王的首兩個女兒──一個無名公主，和另一個同名為克里斯蒂娜的公主──都已經夭折，故瑪麗亞·埃萊奧諾拉王后懷有第三胎時，舉國都十分期待，她誕下孩子時，王宮更是充滿熱烈歡呼聲。由於克里斯蒂娜出生時長滿毛髮，且哭聲雄亮，接生的人把她誤認為男孩子。克里斯蒂娜在自傳憶述道，「在場的女士發現這錯誤時，都感到萬分尷尬。」國王卻十分歡喜，說「這女孩一定會很聰穎，看她作弄了我們所有人！」她的性別之所以會引起混淆，可能是因為她出生時被幾乎完整的羊膜包着；但斯堪的納維亞傳統把這種羊膜稱為「勝利外衣」，視之為好兆頭。國王很疼愛女兒，而公主也很敬愛父親；然而王后卻因自己沒有誕下男孩而對克里斯蒂娜很冷漠。古斯塔夫二世為了捍衛新教，率兵出國參與三十年戰爭前，申明若他無法回國，則由克里斯蒂娜繼承王位。
國王把克里斯蒂娜當作王子般撫養，而克里斯蒂娜繼位時宣誓為「國王」而非「女王」 。煩躁的母親常常告訴她，把她誕下來時是多麼痛苦，使她感到內疚，可能是她沒有打算誕下兒子作繼承人的原因。
1632年，古斯塔夫二世·阿道夫於德意志的呂岑陣亡。雖然克里斯蒂娜很少流淚，但她為了父親的死哭泣了三天。她母親把國王的遺體從德意志帶回國，並間中把棺材打開，撫拍他的遺體──國王於死後18個月才下葬。由於克里斯蒂娜跟先王長得很相似，母親改變了對她的態度：起初漠不關心，現在卻十分注意她。古斯塔夫·阿道夫曾下令，若他不幸戰死，克里斯蒂娜應交由姑母卡塔里娜照顧。卡塔里娜跟普法爾茨的約翰結婚，但二人於戰爭爆發後遷回瑞典，與克里斯蒂娜十分要好；卡塔里娜的女兒後來跟克里斯蒂娜的好友結婚，而她的兒子後來更繼承了克里斯蒂娜的王位。然而瑪麗亞·埃萊奧諾拉王后卻不滿先王遺令，決定要親自照顧女兒，並禁止卡塔里娜進入王宮。其後，她常常在密不透光的房間內偷泣。阿克塞爾·奧克森謝納大法官逼不得已，只得把瑪麗亞·埃萊奧諾拉放逐至格里普斯霍姆宮，並限制她要得樞密院同意方可見女兒。自此，克里斯蒂娜得姑母一家人作伴，過了3年愉快時光；但卡塔里娜於1639年死後，奧克森謝納着令她家人遷出王宮。
克里斯蒂娜還是嬰兒時，看顧她的保母曾不小心把她掉在地上，使她斷了一塊肩骨，兩邊肩膀終生高度不一。但她馬術精湛，並學習擊劍和射擊。她6歲繼位為女王時已經很成熟，給俄羅斯大使留下極佳印象。先王指派給她的導師，神學家約翰內斯·馬蒂亞·哥圖斯（Johannes Matthiæ Gothus）教曉她宗教、哲學、希臘語和拉丁語。此外，她也學習瑞典歷史和現代語言。她語言天份十分高，曾使法國大使大驚說：「她的法文〔說得那麼好〕，就像在羅浮宮內出生！」；而曾在意大利居住四年的丹麥醫生，則驚嘆她雖然未到過意大利，卻說得像當地人一樣 。
14歲的克里斯蒂娜是模範學生，教授她政治學的奧克森謝納曾讚揚她說：「她完全不像女孩子，相反，她天資聰敏，遺傳了父親的智慧。」奧克森謝納和古斯塔夫曾經把國王領地賞賜紳士和將領，以換取他們效忠；克里斯蒂娜後來明白這政策改變了國王和紳士之間的勢力平衡。她的曾祖父古斯塔夫·瓦薩改信新教後，國王擁有的教會和修院財產增加了；當時王室領有瑞典土地的三成，自耕農領有約一半，紳士階層領有兩成。但古斯塔夫二世不斷賞賜臣下，使克里斯蒂娜繼位時，國家約七成五的土地屬紳士所有。

### 與母親的關係
瑪麗亞·埃萊奧諾拉經常給克里斯蒂娜寫信，請求離開格里斯普霍姆宮。克里斯蒂娜知道樞密院不會允許這要求，故回信婉拒。瑪麗亞·埃萊奧諾拉其後要求二人一起離開瑞典，克里斯蒂娜則邀請母親到斯德哥爾摩，試圖勸服她不要離國；然而她還是於1640年和她的內侍一起逃到丹麥，並受到克里斯蒂安四世款待。她回到了故鄉勃蘭登堡，而勃蘭登堡選帝候則要求瑞典賠償。雖然樞密院打算收回她的封地和財產，但克里斯蒂娜終於說服了他們，以自己的金錢付母親的生活費。
瑪麗亞·埃萊奧諾拉於1648年回到瑞典，並在克里斯蒂娜退位後一年，即1655年病死。

### 笛卡兒來訪

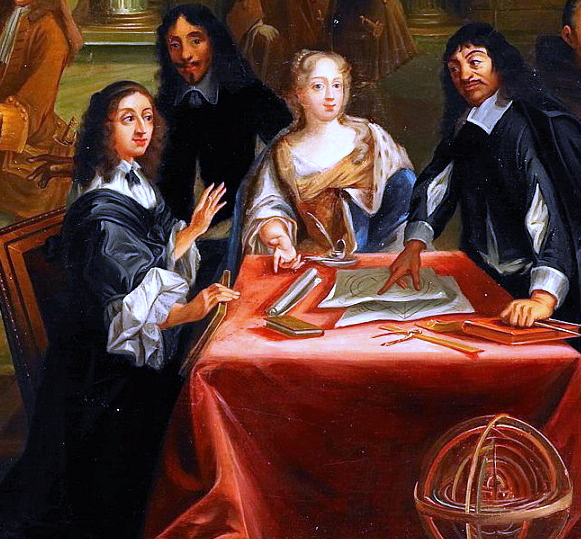
克里斯蒂娜女王與笛卡兒討論

克里斯蒂娜經常與法國大使沙尼討論笛卡兒哲學，使她有意跟笛卡兒聯絡，並邀請他來到瑞典。雖然她提醒笛卡兒應該在春夏季才來，但他還是在寒冷的1649年10月4日到達斯德哥爾摩。笛卡兒和沙尼同住，但他每天按照克里斯蒂娜的時間表，早上5時就到王宮圖書館跟她和國家歷史學家約翰·弗萊恩斯海姆討論哲學。身處冰天雪地的笛卡兒於1650年1月患上肺炎，並在之後病逝。克里斯蒂娜為他的死感到十分內疚。

## 執政
克里斯蒂娜女王十六歲時獲樞密院邀請參與政事，但她請求像父親一樣，待十八歲才親政。她順利完成與丹麥交好的首要工作：丹麥把哥得蘭島和厄塞爾島（今愛沙尼亞萨雷马岛）轉讓給瑞典，同時瑞典也從挪威得到耶姆特蘭和海里耶達倫。
奧克森謝納不久後發現，女王跟自己的政見不同。他認為繼續戰爭對瑞典最有利，派遣了兒子出席1645年的和會；然而，克里斯蒂娜渴求和平，因此也派遣了自己的代表約翰·阿德勒·薩伊烏斯。在《威斯特伐利亚和約》簽訂前，女王為了抗衡貴族政治，不理會奧克森謝納的反對，任命了薩伊烏斯為樞紐院成員。她在1645年任命來自漢堡的本尼狄克·尼哈米阿斯·德·卡斯特羅為「常駐醫生」。
克里斯蒂娜女王知道人們期待她誕下瑞典王位繼承人。她的表哥卡爾對她有意，而卡爾於1642年參軍前曾與她秘密訂婚。克里斯蒂娜卻在自傳寫道她「對婚姻感到無比厭惡」，也「對女性所說和做的所有事感到無比厭惡」。她每晚只睡3至4小時，主要時間是在學習；她忘記梳頭、匆忙地換上衣服、穿上方便的男裝鞋子。她最要好的女性朋友是艾芭·斯芭爾（Ebba Sparre），曾為她主持婚禮，但艾芭的丈夫五年後被殺。他們三名子女都早夭，而艾芭守寡四年後也去世了。
1649年2月26日，克里斯蒂娜女王公告她打算不結婚，並且立表哥卡爾為王位繼承人。貴族對此表示反對，但其餘三個國民等級──神職人員、資產階段和農民──都同意接受。加冕禮於1650年10月舉行，她在雅各斯達爾宮（今稱烏爾里克斯達爾宮）登上以繡金黑天鵝絨裝飾、以六匹白馬拉動的馬車。這車隊十分長：首輛馬車到達大教堂時，還有馬車未離開雅各斯達爾。她邀請了四個等級赴王宮的晚宴。賓客穿着華麗衣服，享受美酒和炙肉，就如身處嘉年華會。
自卡爾九世起，除了叛亂的王子和被廢黜君主的後裔外，瓦薩王朝持有的瑞典王位一直以父終子及的方式傳承。古斯塔夫二世的弟弟已死去多年，故此只有家族內只有女性。儘管古斯塔夫·瓦薩其他兒子有女性後人在世，但克里斯蒂娜是古斯塔夫二世指定的假定繼承人，故得以繼位。克里斯蒂娜雖然常被稱為女王，但她的正式頭銜是瑞典國王。歐洲多國的王子曾想追求她，但都被她拒絕。
克里斯蒂娜喜歡戲劇和芭蕾舞。她聘請了一支法國芭蕾舞團、一支意大利樂團和一支法國樂團。她也邀請了意大利和荷蘭歌劇團來瑞典演出。她本人也是業餘演員，參與當時在宮廷很流行的業餘劇團。

### 信仰

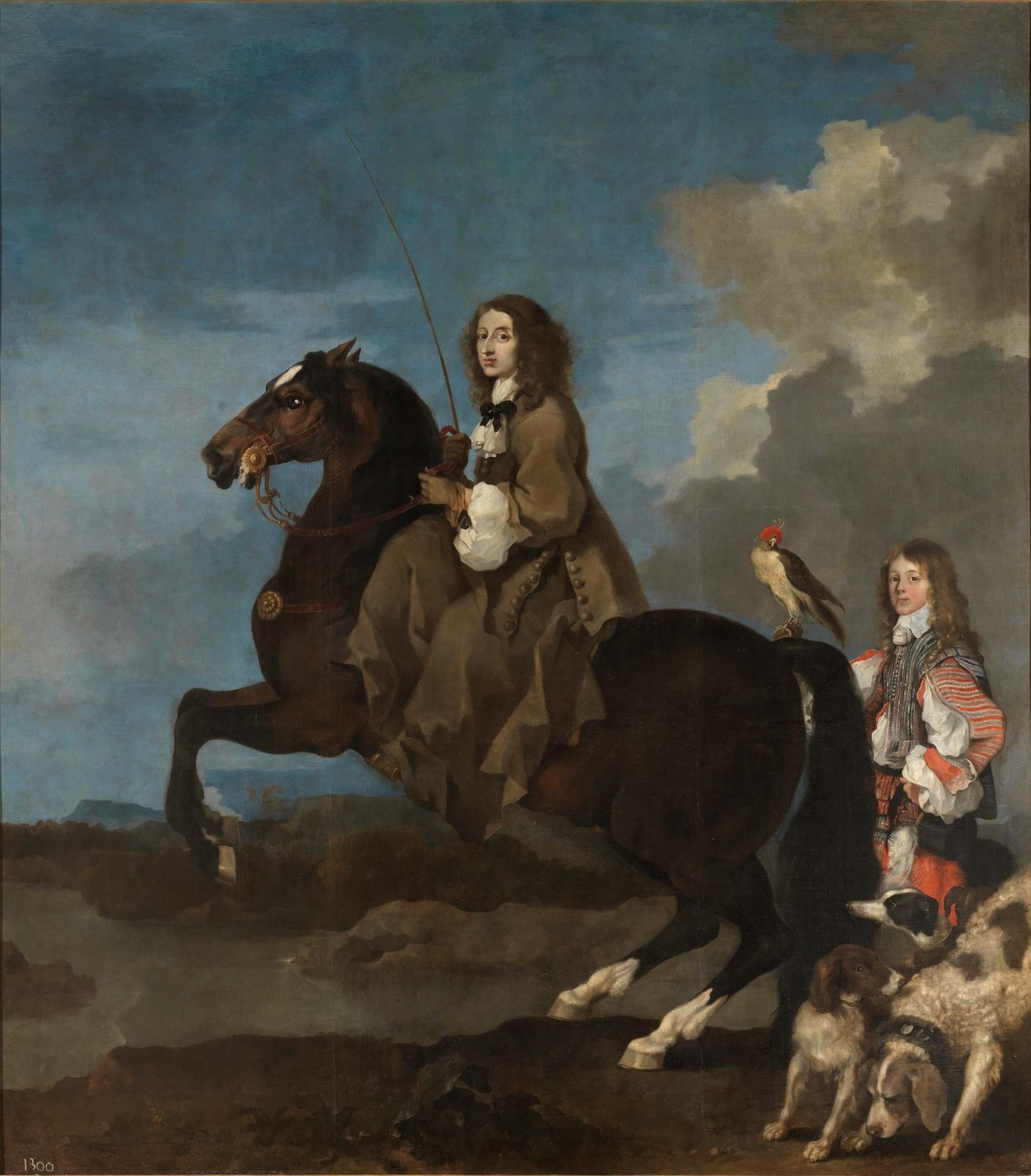
1653年的克里斯蒂娜女王

雖然她從小跟隨路德宗的瑞典教會，但她年輕時秘密改信羅馬天主教。她一生都很體諒別人的信仰。
她認為她的導師約翰內斯·馬蒂亞·哥圖斯比一眾路德會教士更和善。馬蒂亞在1644年提出新的教會秩序，但被認為過於偏向喀爾文主義而被多數反對。當時克里斯蒂娜女王已親政，在奧克森謝納大法官面前為他辯解，但這建議還是在三年後擱置。1647年，教士想推行嚴格定義路德宗以對抗異端的《協和書》，將嚴重壓抑神學思想自由。馬蒂亞強烈反對推行這本書，也再次得到克里斯蒂娜支持。《協和書》始終沒有在瑞典推行。
身為秘密天主教徒卻管治新教國家，使她感到龐大壓力。她在1651年8月要樞密院提出要退位，但被遊說繼續在位。她委託擔任葡萄牙大使翻譯官的耶穌會士，替她向羅馬的耶穌會大會偷偷轉達了一封信。後來，耶穌會派了兩名會士，偽裝成紳士和使用化名，來到瑞典秘密傳教。克里斯蒂娜與他們詳談，對天主教對理性和自由意志的見解感興趣。
這種遮掩的生活使她病倒。1652年2月，法國醫生皮埃爾·布德洛來到瑞典。跟當時相信放血治療的醫生不同，他勸告克里斯蒂娜改變長久以來的刻苦生活，應睡覺充足、洗熱水澡、進食健康，好好享受生活。克里斯蒂娜一直喜歡戲劇，尤其是皮埃爾·高乃依的英雄主義作品。布德洛醫生把演員召到瑞典宮廷，使那裏變成文化中心。
法國國王路易十四世頒布《楓丹白露敕令》，剝奪《南特敕令》賦予法國新教徒（雨格諾教徒）的權利。克里斯蒂娜在1686年2月2日向法國大使遞交了一封表示憤怒的信件。路易十四世沒有理會她，但她還是繼續表達不滿。
在羅馬時，他請求教宗克勉十世禁止在嘉年華中追逐街上猶太人的習俗。她在1686年8月15日發出署名為「女王」（la Regina）的聲明，宣稱指所有羅馬猶太人都受她保護。

## 退位
克里斯蒂娜打算要退位，以便信奉天主教，和認識文藝復興的藝術和科學。耶穌會派了教士來斯德哥爾摩判斷她皈依天主教的誠意。然而，她並不是全然因為改宗天主教而退位，還有是當時指她太隨心所欲和揮霍的批評──她在10年間冊封了17個伯爵、46個男爵和428個低級貴族，並賣掉或抵押了價值1,200,000圓的財產，以繳付他們的俸祿。她也很明顯開始對征服大片國土後，但仍維持省級的政府感到厭倦。
克里斯蒂娜於1654年6月5日禪讓予表哥卡爾·古斯塔夫，在烏普薩拉城堡的退位儀式上，克里斯蒂娜身穿的禮服被一件一件摘下；但負責摘去王冠的佩爾·布拉赫並沒有動手，使她要自行把王冠脫下。她身穿塔夫綢白袍，聲音顫抖地發表告別演說，感謝所有人後，便把王位移交給身穿黑服的卡爾十世。佩爾·布拉赫覺得她站在那裏，就如天使一般，退位後，克里斯蒂娜在邊境改穿男人衣服，像男人般騎馬越過丹麥。當時瑞典和丹麥關係仍然緊張，剛退位的瑞典女王不可能安全地進入丹麥。
她在8月到達當時受西班牙控制的安特衛普。當地的人舉辦了宴會歡迎她，沙尼大使和前挪威總督也有到臨。1654年12月24日，她在布魯塞爾皈依天主教，但她不敢公開宣示，因為恐怕瑞典樞密院會停付她的生活費。由於她仍未公開宣告她的新信仰，教宗和西班牙國王腓力四世也不敢公開支持她。她自行以貸款籌集大額資金，以供她和255人、247匹馬的隨行人員到達意大利。提洛爾公爵幾乎因她的到訪而傾家蕩產。
教宗的通信員在因斯布魯克會見了她。1655年11月3日，克里斯蒂娜在因斯布魯克城堡公開宣告皈依天主教後，寫信通知了教宗歷山七世和表哥卡爾十世。

## 退位之後

### 定居羅馬
由教廷詳細計劃的意大利之旅十分成功。克里斯蒂娜在佩薩羅認識了桑蒂尼利（Santinelli）兄弟，他們十分仰慕了她的詩詞和舞蹈，並請求為她效力。她在12月20日乘坐貝尼尼設計的轎抵達梵蒂岡。她獲梵蒂岡賜予獨立的居所，而教宗看見象徵北風的題詞「邪惡者皆來自北方」（Omne malum ab Aquilone）時，便馬上下令用油漆遮蓋。
她騎馬穿越弗拉米尼亞門（今人民門 ），於12月23日進入羅馬。貝尼尼在門上的教宗歷山的紋章下，加上了克里斯蒂娜的紋章並題詞「此誌1655年歡欣和蒙恩的來臨」（Felici Faustoq Ingressui Anno Dom MDCLV）。數天後，克里斯蒂娜與貝尼尼會面，並從此成為好友。克里斯蒂娜時常到訪貝尼尼的畫室；而貝尼尼死前請求克里斯蒂娜為她祈禱，因為她使用上帝明白的語言。

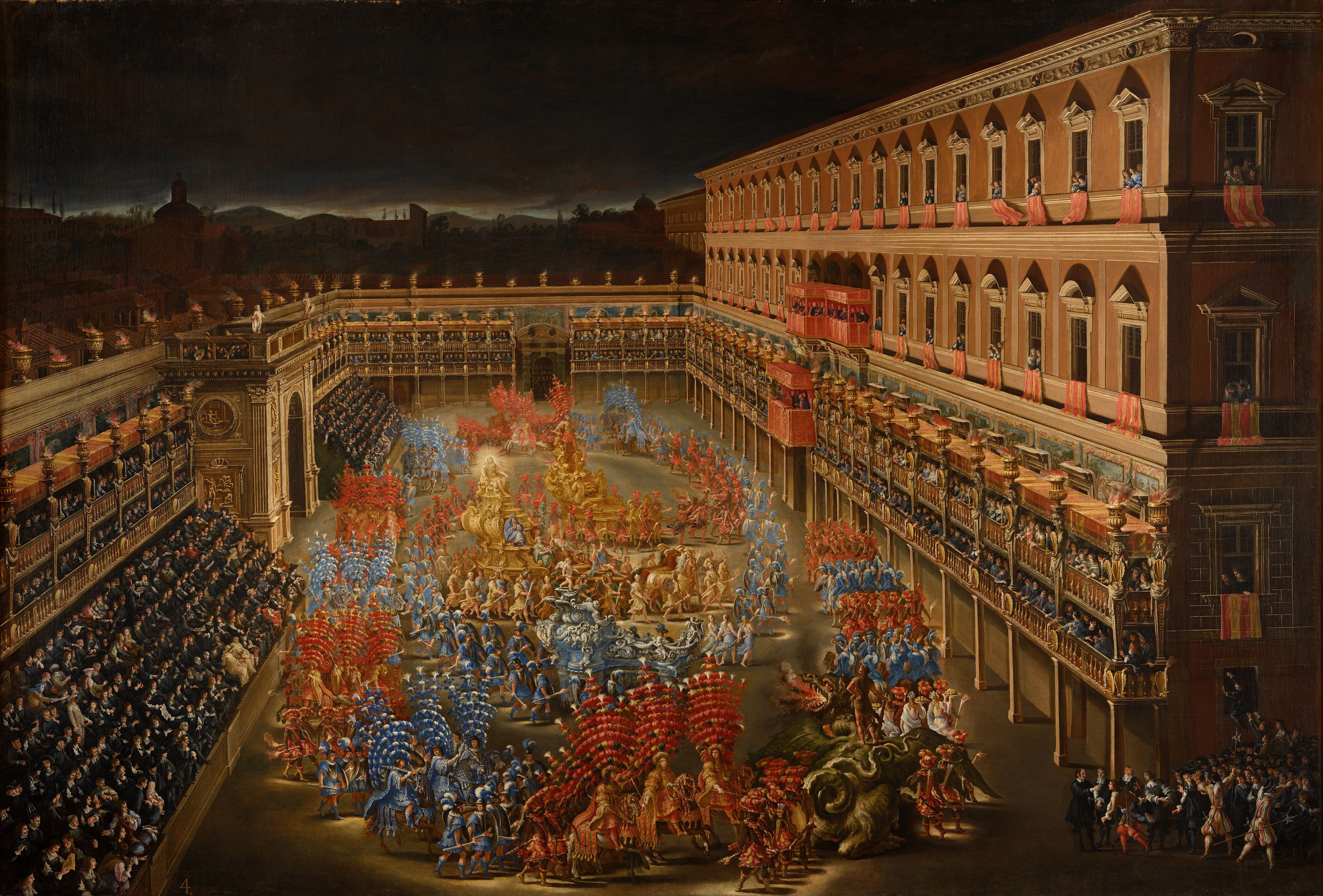
1656年巴貝里尼宮歡迎克里斯蒂娜的慶典

聖誕日，克里斯蒂娜跪在聖伯多祿大殿的聖壇前，並接受教宗親自主禮的聖禮。克里斯蒂娜因此取名「克里斯蒂娜·阿歷山德拉」──阿歷山德拉除了榮耀教宗歷山七世外，也是紀念她景仰的阿歷山大大帝。由於她是當時最著名的皈依天主教徒和最有名的女人，她獲免除向天主教信仰行屈膝禮的儀式。她本人也說她的信仰與常人不同；事實上，她在轉信前多次問教士希望她怎樣服從教會的禮儀。她曾對下屬說，她雖然尊重教宗在教會的地位，但未必認同教宗的個人行為。她曾說教宗的奎利那雷宮位處的山不應該叫「馬山」（Monte Cavallo），應該改名叫「驢山」（Monte degli Assisi），因為她在羅馬30年間遇見的教宗都沒有常識。教宗為克里斯蒂娜身處羅馬感到十分高興，當時正值巴洛克式慶典時期；她曾有幾個月是教宗的唯一貴賓。為了吸引她的注意，貴族為她舉行了多次煙火、雜技、歌劇、格鬥表演和馬上長槍比武。她在阿爾多布蘭迪尼宮接受6000人歡迎，並觀看穿着東方服飾的駱駝和大象背負塔子的表演。
她在帕爾馬公爵的法爾內塞宮定居，她居所對面的是聖畢哲塔教堂，紀念另一位定居羅馬的瑞典女人。克里斯蒂娜於1656年1月24日在法爾內塞宮創辦了阿卡迪亞學院（Accademia dell'Arcadia），每逢星期三都會開放給上流社會人士，讓他們享受音樂、戲劇、文學和語言。參與阿卡迪亞的人，包括首名徒步穿越斯堪的納維亞到訪挪威北角的法蘭西斯柯·內格里（Francesco Negri），和克里斯蒂娜的告解者拉什·許特（Lars Skytte）。其中許特也是約翰內斯·馬蒂亞的學生，本為瑞典駐葡萄牙的外交官，但得知克里斯蒂娜的去向後便要求轉任羅馬。她本人則受西班牙牧師米格爾·莫利諾吸引，米格爾因宣揚受大德蘭影響的神秘主義，而遭異端裁判所迫害。克里斯蒂娜的好友貝尼尼曾為大德蘭為題製作雕塑「聖德蘭」，現存於羅馬的維多利亞聖瑪利亞教堂。
瑞典並沒有兌現繳付生活費的承諾，使克里斯蒂娜只得靠借貸和他人捐款過活。她的隨從燒毀了門以取暖，桑蒂尼利兄弟賣出了宮殿內的藝術品；這都因為克里斯蒂娜沒有支付他們的薪俸。
29歲的克里斯蒂娜與同齡的男人交往，招來閒言閒語批評。其中一個和她交往的人是德喬·阿佐利諾（Decio Azzolino）樞機，阿佐利諾曾任駐西班牙大使的秘書，並負責教廷與歐洲各宮廷的聯絡，他也是天主教會內的自由思想運動「飛行小隊」的領袖。阿佐利諾和克里斯蒂娜交往之密，甚至曾被教宗要求減少探訪她的時間，但二人終生都是朋友。克里斯蒂娜曾以法文寫信給阿佐利諾，表示她無意冒犯上帝，也無意要他冒犯上帝，但「這無法阻止我愛你，至死不渝；虔誠使你無法成為我的愛人，那麼我也免除你成為我的侍從，因為我生死皆為你的奴婢。」阿佐利諾的回信則保守得多。克里斯蒂娜周遊列國時寫了很多信給他，現存的有50封。信件以密碼寫成，但被約1900年時瑞典-挪威的駐羅馬大使卡爾·比爾特男爵破解。二人的交往並非事事順利。一次，他們相約於蘋丘旁的美第奇別墅，但阿佐利諾沒有現身，使着急的克里斯蒂娜趕往聖天使城堡，發射了一枚大炮。美第奇別墅前的銅門依然可見大炮的痕跡。
由於花光金錢又厭倦宴會，克里斯蒂娜決定外遊至法國兩年。路易十四世款待了她，但她剛強的外表和自由的言談使當地的婦女感到震驚。法國「大小姐」在芭蕾舞會上接待她之後說，「她使我很驚訝：她向她喜歡的部分鼓掌，臥在椅子上，在椅子上交叉雙腿，和做出其他動作；除了著名的丑角Travelin和Jodelet外，我從未見過這些動作……她在各方面都是超級古怪的傢伙。」

### 蒙納爾德希謀殺案
當時米蘭、西西里和那不勒斯王國正受西班牙統治。意大利裔的法國首相马萨林曾意圖让那不勒斯脫離西班牙統治并獨立，但1654年的遠征使他失敗了。當地人民寧可要法國王子，也不要意大利公爵登上王位。因此，馬扎然打算立克里斯蒂娜為那不勒斯女王。1656年夏，克里斯蒂娜乘船到馬賽，再到巴黎討論此事；她對外表示她是要跟瑞典國王交涉生活費的安排。
9月22日，她和路易十四世的安排已經準備好。路易十四世將推舉克里斯蒂娜為那不勒斯人的女王，並抵抗西班牙的侵略。翌日她前往佩薩洛等候結果；成為那不勒斯女王後，她財政上就不需再依賴瑞典國王了，還有能力在法國和西班牙中間斡旋。
1657年夏，她回到法國，拜訪教宗城市阿維農。10月，她入住楓丹白露的房間，她在那裏做了一件畢生難忘的事──殺害她的騎士統領濟安·里納爾多·蒙納爾德希。她向歐洲講述了這事的經過，內容如下：
兩個月來，她一直懷疑蒙納爾德希，直至抓住跟他聯絡的人後，才確定他出賣了她的利益，並陷害了一個虛構的宮廷成員。當晚，她傳召蒙納爾德希到宮中的樓座，與他討論此事。蒙納爾德希堅稱，告密者應以死謝罪。克里斯蒂娜手握蒙納爾德希告密的證據，並說他已宣判自己的死罪。蒙納爾德希懇求原諒，但被桑蒂尼利兄弟刺傷。他身穿鎖子甲，在克里斯蒂娜旁的房間內走避了幾個小時，但終於被弗朗西斯科·桑蒂尼利刺死。當時在樓座接受告解的勒貝爾神父跪下，求他們放過那人，但他們只叫他把那人安葬在教堂內。冷靜的克里斯蒂娜付了一筆錢，要修院為他的靈魂舉行彌撒。勒貝爾神父記述這事道：「她為自己被迫採取這種行動感到傷感，但聲稱他的罪行和背叛已受到公義審判。」
事後，马萨林建議克里斯蒂娜把罪名全推往桑蒂尼利身上後解僱他，但她堅稱自己要為此事負上全責。她寫信給路易十四世交待此事，兩星期後在楓丹白露宮拜訪他時也對此事絕口不提。然而，羅馬人感覺全然不同，他們認為桑蒂尼利是劊子手，替外國的野蠻人行凶，殺害了意大利貴族。他的罪證不翼而飛；克里斯蒂娜在他死亡當日把罪證留在勒貝爾處，而他也確認該信件存在。她從未公開信件內容。
替克里斯蒂娜辯護的戈特弗里德·萊布尼茨指出，她有權審判自己的宮人，故處死蒙納爾德希是合法的。當時的人認為，克里斯蒂娜身為女王，須明辨是非，而她的責任感很強，終生都以自己為女王。她的好友Angela Maddalena Voglia被教宗派往修院，以阻止她與樞機團的其中一個樞機有染後，她成功從修院逃出。但是她在克里斯蒂娜家中匿藏時，卻遭到修士襲擊和強姦。克里斯蒂娜為此事在自己家中發生感到憤怒，要求處死那名修士，但他已逃之夭夭。她本想拜訪英格蘭，但奧利弗·克倫威爾（英國獨裁者）不鼓勵她到訪。她便回到羅馬，繼續醉心於藝術與科技。

### 再訪羅馬
1658年5月15日，克里斯蒂娜再次來到羅馬，但這次她沒有受到熱烈歡迎，因為她的聲譽已因蒙納爾德希謀殺案而嚴重受損。住在夏宮的歷山七世明言，不會再接見這個被稱為野蠻人的女人。她住在馬扎然的羅斯皮廖西宮（Palazzo Rospigliosi），就在奎利那雷宮附近；因此，她在1659年遷往特拉斯提弗列的里阿瑞歐宮後，教宗鬆了一口氣。給她安排新住所的正是阿佐利諾樞機，他也簽署委派了新隨從，以取代殺害蒙納爾德希和多次盜取克里斯蒂娜財物的弗朗西斯科·桑蒂尼利。
從此，她終生都住在里阿瑞歐宮。她在牆上佈置了很多圖畫，多數是文藝復興時期的。室內也掛着她好友的畫像，包括阿佐利諾、貝尼尼、艾芭·斯芭爾、笛卡兒、沙尼大使，和布德洛醫生。她和教宗在阿佐利諾調解下終於和解了，教宗亦給了她生活津貼。

### 重返瑞典
1660年4月，克里斯蒂娜得悉卡爾十世已經在2月去世，他的獨生子卡爾十一世只有五歲。同年夏季，她回到瑞典，並指出她把王位傳給的是表哥和他的後裔，故此，若卡爾十一世也去世了，她就會重掌王位。但由於她是天主教徒，她無法這樣做，神職人員也禁止她在住處舉行天主教彌撒。在斯德哥爾摩渡過數星期後，她在北雪平找到寓所。她最終第二次放棄了王位，在漢堡花了一年時間籌集返回羅馬的盤缠。她把收入交給猶太銀行家迪戈·特謝拉（Diego Texeira，本名亞伯拉罕），以換取他每月津貼她的生活，並償還她在安特衛普的債務。雖然當時與猶太人來往並不常見，但她除了拜訪特謝拉家外，還在自己寓所招待了他們。
1662年夏季，她第三次抵達羅馬，並過了幾年快樂日子。1667年，由於與教宗不和，她便再次啟程返回瑞典。但她的居所已被侵佔，使她停留在漢堡，不再北行。她在當地得悉教宗亚歷山大七世已經去世，而繼任的克勉九世是她宮殿的常客。為了慶祝他當選，克里斯蒂娜在寓所舉行大型宴會，流着美酒的室外噴泉也掛滿燈飾。然而，她忘記自己身處新教徒的土地上；她被當地居民以石頭和火把威嚇，只得在隱蔽的小門落荒而逃，宴會最終不歡而散。特謝拉家須出資維修寓所。

### 在羅馬的晚年

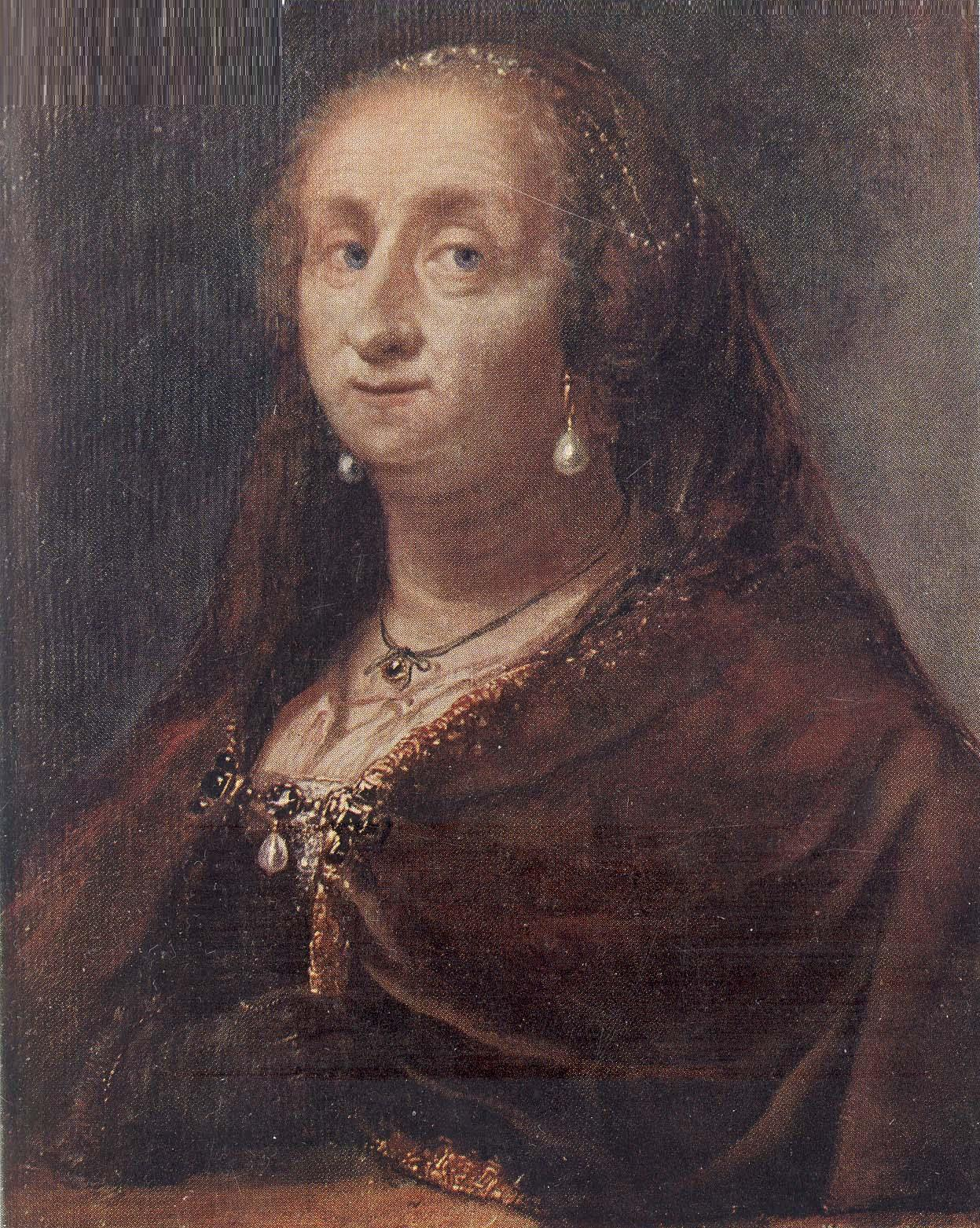
晚年的克里斯蒂娜女王

1668年11月22日，克里斯蒂娜第四次、也是最後一次進入羅馬。和13年前一樣，她在歡迎中騎馬從人民門入城。新教宗克勉九世常常探訪她，因為他們都喜歡戲劇。克里斯蒂娜在監獄舊址上創辦了羅馬首間公眾劇院「阿波羅歌劇院」（Tor di Nona），現時此劇院屬僧人所有。1669年末教宗中風彌留時，他只召見很少人，克里斯蒂娜就是其中一人。12月9日，克勉九世病死，新當選的克勉十世擔心劇院敗壞風俗。諾森十一世在位時，情況更為惡劣：雖然他和其他樞機都曾經是克里斯蒂娜包廂的常客，但他下令把「托爾·德·諾那」改建為穀倉，也禁止女性演出、唱歌和穿着低胸裝。克里斯蒂娜認為這些舉動全然荒謬，繼續讓女性在她的宮殿內演出。
居所的底層有一間實驗室，她和阿佐利諾曾在那裏做鍊金術的實驗。她寫作了一些作品，包括一部自傳和關於她仰慕的阿歷山大大帝和凱撒大帝的文章，也與遊歷歐洲時認識的人保持聯絡。她資助一些音樂家，如阿爾坎傑羅·科雷利和亞歷山德羅·斯卡拉蒂，科雷利把首作《12首三重教堂奏鳴曲》獻給克里斯蒂娜。

## 去世與安葬

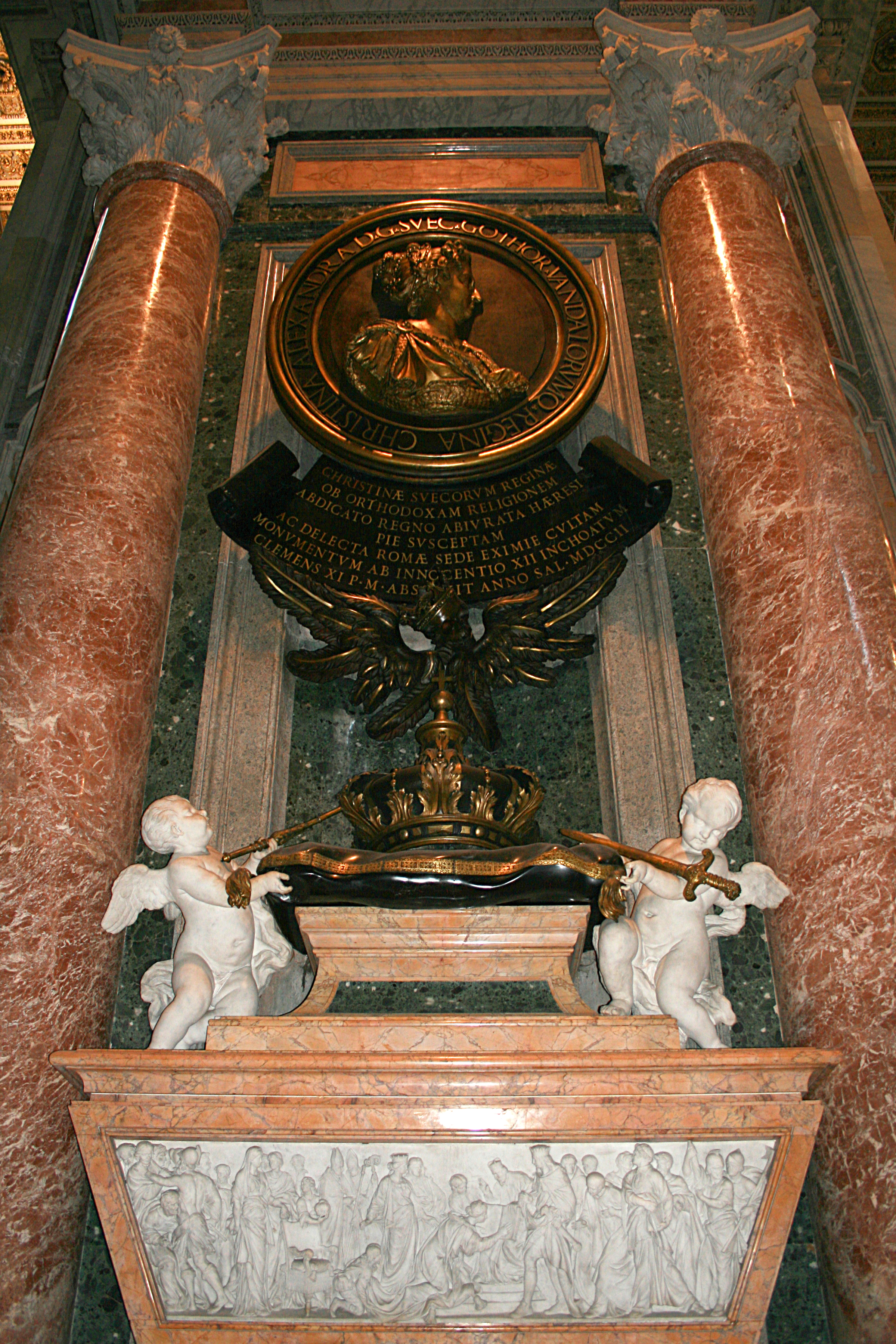
聖伯多祿大殿中克里斯蒂娜女王的紀念碑

1689年2月，62歲的克里斯蒂娜患了重病，接受了臨終聖禮。教宗歷山八世亦抱恙在身，未能親往探望，但派人向她傳達祝福。她的病情看似稍有起色，但4月中她又患了肺炎和發高燒。她在病床向教宗傳訊，請求寬恕她以往的不敬；教宗答允了。臨終時，阿佐利諾樞機一直陪伴在身旁。克里斯蒂娜於1689年4月19日病逝。
雖然她要求只舉行簡單葬禮，但教宗堅持她要在里阿瑞歐宮供公眾瞻仰四天。她的遺體塗上香料，以白色錦緞、銀色面紗、鍍金冠冕和權杖覆蓋，並以三個分別以柏木、鉛和橡木製造的棺木盛載。出殯行列於瓦利色拉聖瑪利亞教堂出發，前往聖伯多祿大殿。她安葬於教宗石室，目前只有三名女性能有此榮譽。她的內臟以甕高懸。
1702年，克勉十一世下令為克里斯蒂娜女王立紀念碑，以表彰她的皈依使教宗預見瑞典終會歸回天主教，也感激她為羅馬文化貢獻良多。紀念碑置於大殿內廳，由藝術家卡洛·方塔納（Carlo Fontana）建造。克里斯蒂娜的頭像戴著王冠，以圓形金銅大獎章襯托。下面的三個浮雕分別象徵：她讓出瑞典王位並在因斯布魯克棄絕新教、蔑視權貴，和信心戰勝異端。
為償還她的債務，克里斯蒂娜指定阿佐利諾為唯一繼承人，但他患有重病，身體衰弱，甚至連她的葬禮也無法參與，一個多月後也去世了。阿佐利諾的姪子繼承了他的所有財產後，馬上就變賣了克里斯蒂娜遺下的所有藝術珍藏。她龐大而且珍貴的藏書庫──父親古斯塔夫·阿道夫征戰歐洲多年所得的戰利品，被教宗歷山八世買入，置於梵蒂岡圖書館。她原先擁有的約300幅畫作，包括提香的《維納斯的诞生》等，大部分先收藏於法國奧爾良畫藏，後來保存於蘇格蘭國家畫廊。起初，這些畫作被帶走似乎是瑞典的重大損失，但這正令它們免於1697年三王冠宮的大火。保羅·委羅內塞《維納斯哀悼阿多尼斯》被阿佐利諾的姪子變賣後，輾轉返回瑞典國立博物館。

## 人際關係

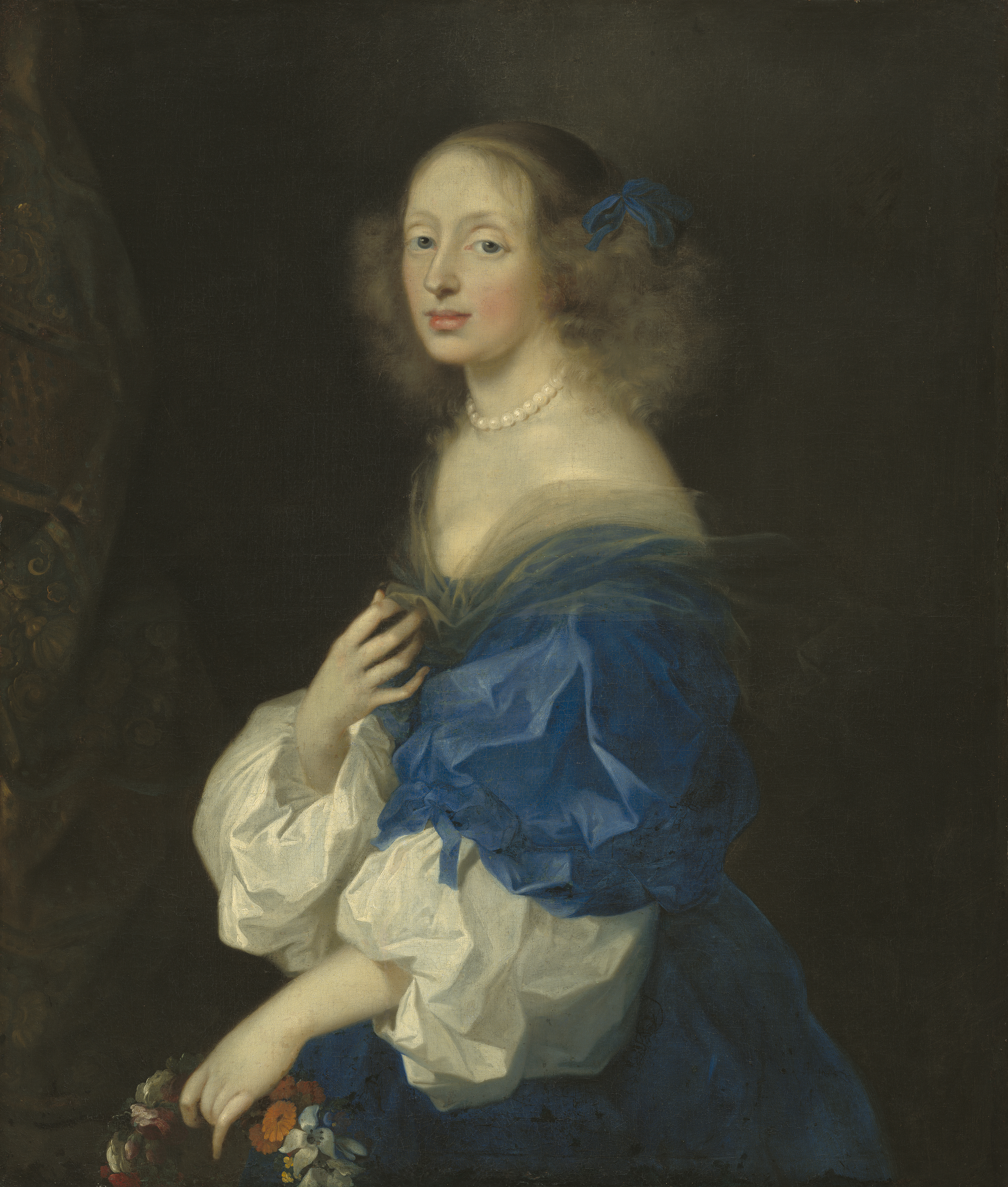
約1653年時的艾芭·斯芭爾女公爵

縱使大臣經常催促她履行誕下繼承人的職責，但克里斯蒂娜堅決不肯結婚。她認為婚姻「好得不能與愛情共存」。她喜歡穿着男人衣服，或在服裝上同時展現男性和女性風格。她的性取向问题一直争论不休，現代传记普遍認為她是女同性戀者，有人聲稱她是双性人 ，並在1965年檢查她的遺體，但證實她是正常的女性，而她的驗屍報告也沒有提及生殖系統異常的狀況。
當時的人認為，克里斯蒂娜坐下、走路、移動、交談的舉動都很像男性。她也較喜歡與男子作伴，除非該女人十分漂亮，才會結識她。同樣地，她喜歡與有學識的女性交往，不管她們長得怎樣。克里斯蒂娜年輕時十分熱愛她的內侍艾芭·斯芭爾，大部分空餘時間都和她在一起和稱讚她的美。克里斯蒂娜把她介紹給英格蘭大使懷特洛克，保證她的才智與美貌都是驚為天人的。她離開瑞典後也繼續寫信給斯芭爾，信中說她會永遠愛着她。這種信件在當時十分流行，包括克里斯蒂娜寫給從未相遇，但仰慕其寫作的女人的信件。後來在羅馬時，她跟阿佐利諾樞機的關係親暱。